# Добчефф, Вернон
Вернон Добчефф (англ. Vernon Dobtcheff; родился 14 августа 1934 года) — британский актёр русского происхождения. Наиболее известен своими ролями на телевидении и в кино, также играл в театральных постановках.

## Биография
Добчефф родился 14 августа 1934 года в Ниме в семье русских эмигрантов. Позднее семья перебралась в Великобританию. Он учился в подготовительной школе в Истборне (Сассекс), где впервые попробовал себя в игре на сцене и даже выиграл престижный конкурс.
Первыми ролями, сыгранными Верноном на экране, стали роли в сериалах «Мстители», «Святой» и «Доктор Кто». Именно роль в последнем позволила Добчеффу впервые громко заявить о себе и своём мастерстве. Среди поклонников сериала актёр популярен также потому, что именно его персонаж стал первым, кто назвал по имени Повелителя времени (англ.). В кино снимается с 1962 года.
В своих мемуарах 2006 года «Красные ковровые дорожки и банановая кожура» британский актёр Руперт Эверетт посвящает Добчеффу отдельную главу, где описывает их встречу в морском поезде (англ.) до Парижа.
В 2011 году Вернон Добчефф озвучил аудиопостановку «Дети Сета», где исполнил роль Шамура, также относящуюся к вселенной «Доктора Кто».
Добчефф свободно владеет английским, немецким и хорватским языками, также знает испанский. Благодаря происхождению, часто играет русских.

## Избранная фильмография
- 1963 — Компакст — крупье
- 1965 — Братья Карамазовы — Врублевский
- 1965 — Воздушные приключения — член французской команды
- 1965 — Маска Януса — полковник Валенков
- 1965 — Дорогая — искусствовед
- 1967 — Укрощение строптивой — педант
- 1968 — Девушки секретной службы — Григорий Распутин
- 1969 — Тысяча дней Анны — Мендоса
- 1969 — Доктор Кто — ученый
- 1969 — Суть дела — Дедюшко
- 1969 — Мстители — Пушкин
- 1971 — Повторный брак — пастор
- 1971 — Скрипач на крыше — российский чиновник
- 1971 — Николай и Александра — доктор Лазоверт
- 1971 — Мария — королева Шотландии — Франсуа де Гиз
- 1972 — Кентерберийские рассказы — администратор
- 1973 — День Шакала — следователь
- 1973 — Недостижимая цель
- 1973 — Джордано Бруно
- 1974 — Марсельский контракт — Лазарь
- 1974 — Убийство в «Восточном экспрессе» — консьерж
- 1974 — Запах женщины — Дон Карло
- 1975 — Кот и мышь — сообщник Жермена
- 1975 — Мессия — Самуил
- 1975 — Дикарь — мистер Коулман
- 1975 — Авантюрный Симплициссимус — доктор Канард
- 1977 — Шпион, который меня любил — Макс Кальба
- 1977 — Легионеры — старший капрал
- 1979 — Ике — генерал Шарль Де Голль
- 1979 — A Question of Faith — Михаил Михайлович
- 1980 — Нижинский — Сергей Григорьев
- 1982 — Человек-кондор — русский агент
- 1981 — Троил и Крессида — Агамемнон
- 1982 — Новый мир — судья
- 1982 — Энигма — министр
- 1982 — Моцарт — князь Галицын
- 1983 — Вагнер — Мейербер
- 1984 — Гвендолин — Ширко
- 1986 — Остров Эллис — Рахманинов
- 1984 — Наша эра — Тит Флавий Сабин
- 1986 — Караваджо — любитель искусства
- 1986 — Имя розы — Хьюго Ньюкаслский
- 1986 — Если наступит завтра — Борис Мельников
- 1987 — Машенька — Яша
- 1987 — Завещание — Гарболовский
- 1988 — Мадам Сузацка — музыкальный критик
- 1989 — Индиана Джонс и последний крестовый поход — Батлер
- 1989 — Узник Европы — губернатор Хадсон Лоу
- 1990 — Сад
- 1990 — Гамлет — Рейнальдо
- 1991 — В круге первом — Рюмин
- 1992 — L’ambassade en folie — Иван
- 1993 — М. Баттерфляй — агент Энтаселин
- 1993 — Час свиньи — аптекарь
- 1994 — Пуаро Агаты Кристи — Саймон Ли
- 1995 — Джефферсон в Париже — переводчик короля
- 1996 — Прожить жизнь с Пикассо — Дягилев
- 1996 — Лесной царь — адвокат
- 1996 — Екатерина Великая — Нарышкин
- 1997 — Анна Каренина — Пестов
- 1997 — Одиссея — египтянин
- 1997 — Отец Тед — старый нацист
- 1997 — Великий Мерлин — врач
- 1998 — Хилари и Джеки — профессор Бентли
- 2001 — Тело — монсеньор
- 2001 — Тайна ордена — Оскар Кэфмейер
- 2004 — Перед закатом — менеджер книжного магазина
- 2004 — Эвиленко — Багдасаров
- 2005 — Империя волков — Кюдсейи
- 2005 — Призрак Красной реки — старейшина
- 2006 — Роковая красотка — Жак
- 2006 — Surviving Disaster — Борис Щербина
- 2008 — Астерикс на Олимпийских играх — друид
- 2010 — Неоспоримый 3 — Ризо
- 2012 — Другая жизнь женщины — Дмитрий Сперанский
- 2013 — Великая красота — Артуро
- 2014 — Невидимый мальчик — Артильо
- 2015 — Пеплум — Плутарх
- 2017 — Мозг Гиммлера зовётся Гейдрихом — Эмиль Гаха
- 2018 — Поезд на Париж — старик
- 2018 — L’hypothèse de la reine rouge — Шерлок Холмс
- 2023 — Золото — Маттео Константино